# 大面頰獸
大面頰獸是更新世澳洲已滅絕的袋犀屬（學名：Zygomaturus）動物。牠們的身體很重，腳厚，相信與現今的倭河馬相似。牠們是四足行走的。牠們棲息在潮濕的澳洲海岸，於4.5萬年前消失。牠們也有沿河流向內陸擴展。牠們可能是獨自或以小群生活。大面頰獸可能吃蘆葦及莎草科，並以其下門齒將食物鏟入口內。

## 外部連結
- Extinct Animals[永久]
- The Diprotodontids